# Carla Laemmle
Rebecca Isabelle "Carla" Laemmle (ur. 20 października 1909 w Chicago, zm. 12 czerwca 2014 w Los Angeles) – amerykańska aktorka.
Carla Laemmle urodziła się w Chicago w rodzinie korzeniach żydowskich i niemieckich. Pierwszy raz na ekranie pojawiła się filmie Upiór w operze. Później wystąpiła jeszcze w kilku niemych dziełach Topsy and Eva, Chata wuja Toma czy The Gate Crasher. W roku 1931 wystąpiła u boku Belli Lugosiego w filmie Dracula. Ostatni raz, przed prawie 60-letnią przerwa w karierze wystąpiła w musicalu On Your Toes u  boku Eddiego Alberta i Alana Hale’a Sr. W 2001 roku zagrała epizod w filmie The Vampire Hunters Club. Na ekrany powróciła dopiero w roku 2010 grając w komedii Pooltime. W 2012 roku pojawiła się na festiwalu Turner Classic Movies.
Była siostrzenicą założyciela studia Universal – Carla Laemmle.
Laemmle zmarła w wieku 104 lat w swoim domu w Los Angeles. Została pochowana na cmentarzu Home of Peace Memorial Park.

## Filmografia
- 1925: Upiór w operze jako Prima Balerina
- 1927: Topsy and Eva jako Anioł
- 1927: Chata wuja Toma jako Licytator
- 1928: The Gate Crasher jako Maid
- 1929: Melodia Broadwayu jako Oyster Shell
- 1929: Hollywood Revue jako Chórzystka
- 1930: Król jazzu jako Chorine
- 1931: Dracula jako Pasażerka
- 1935: The Mystery of Edwin Drood
- 1936: The Adventures of Frank Merriwell jako Carla Rogers
- 1939: On Your Toes jako Tancerka
- 2001: The Vampire Hunters Club jako Elder Vampire
- 2010: Pooltime jako Zelda
- 2011: Birth of Hollywood jako Carla
- 2012: The Extra jako Minnie
- 2013: A Sad State of Affairs jako Maribelle
- 2014: Mansion of Blood jako Connie